# Rio Canindé (periodiskt vattendrag i Brasilien, Piauí, lat -6,26, long -42,85)
Rio Canindé är ett periodiskt vattendrag i Brasilien.   Det ligger i delstaten Piauí, i den östra delen av landet, 1 200 km nordost om huvudstaden Brasília.
Omgivningen kring Rio Canindé är huvudsakligen savann. Området är  glesbefolkat, med 12 invånare per kvadratkilometer.